# Музей общества археологии и истории Шаранты
Музей Общества археологии и истории Шаранты расположен в Ангулеме (Шаранта, Франция) в особняке, в котором находится штаб-квартира общества.

## Общество
Общество археологии и истории Шаранты (фр.), основанное в Ангулеме Эвсебом Кастенем (фр.) и несколькими другими учёными из Шаранты 16 августа 1844 года, является одним из старейших французских научных обществ.

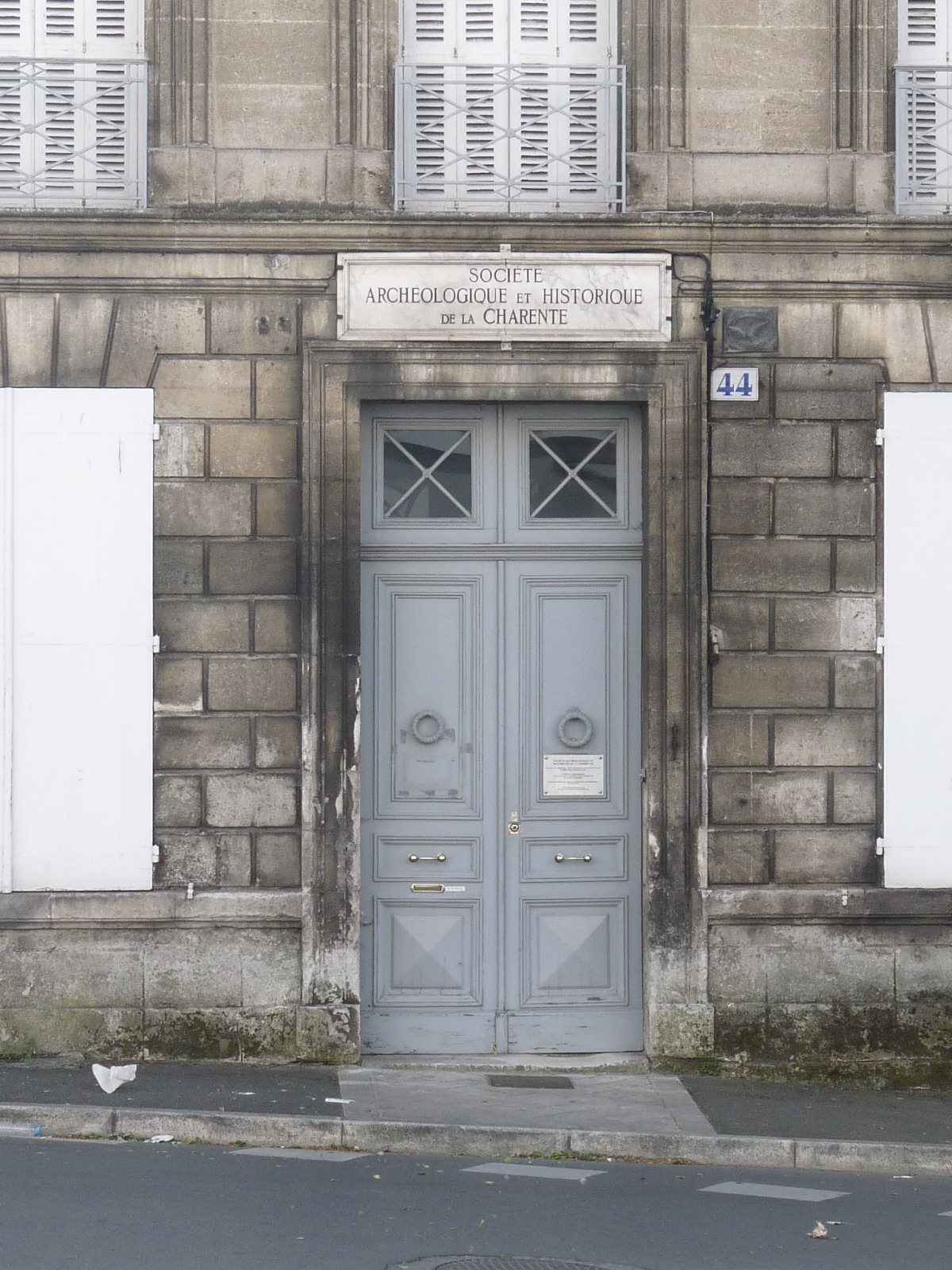
Вход в музей, улица Монморо, дом 44
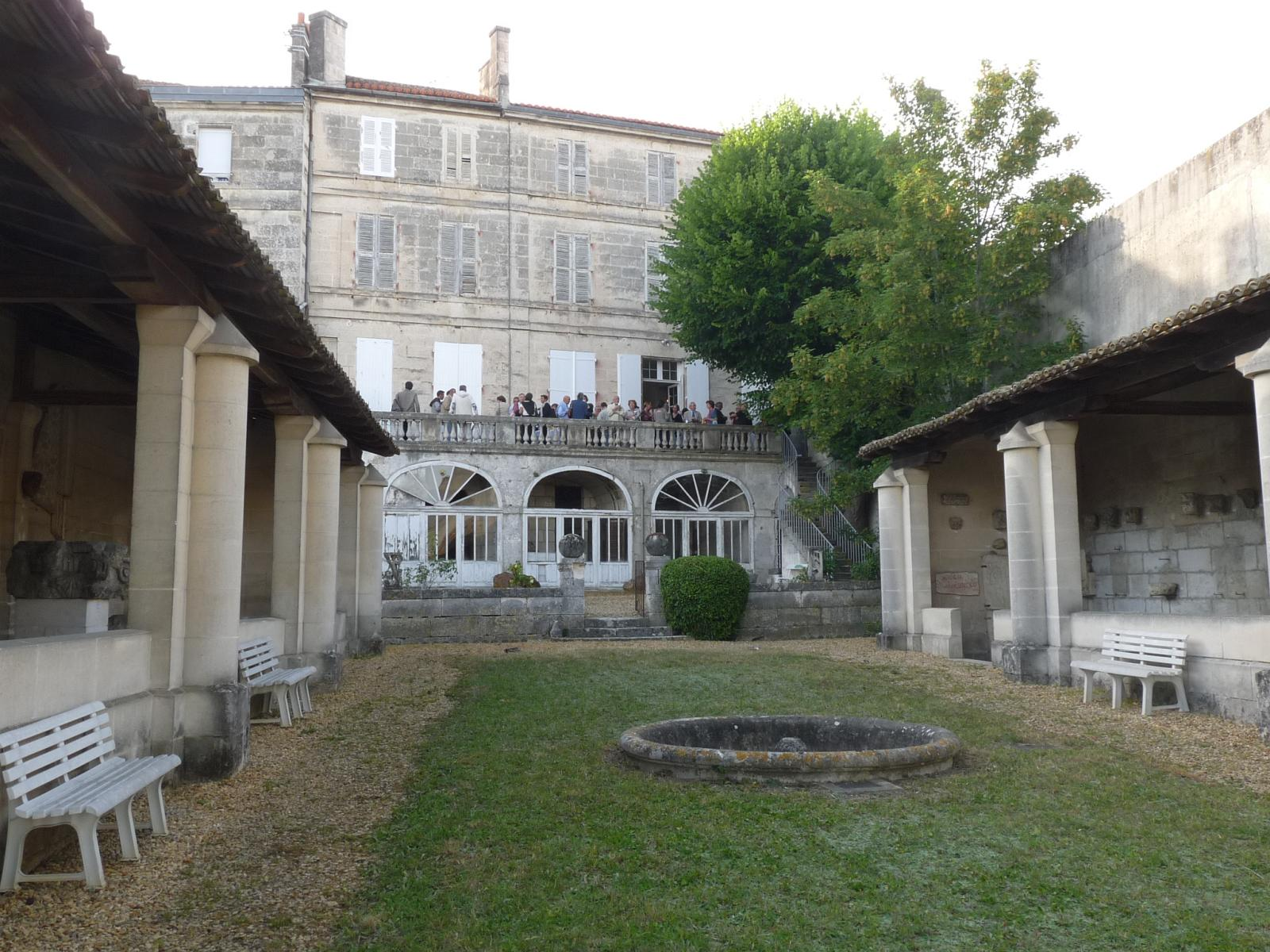
Вид на здание музея из сада
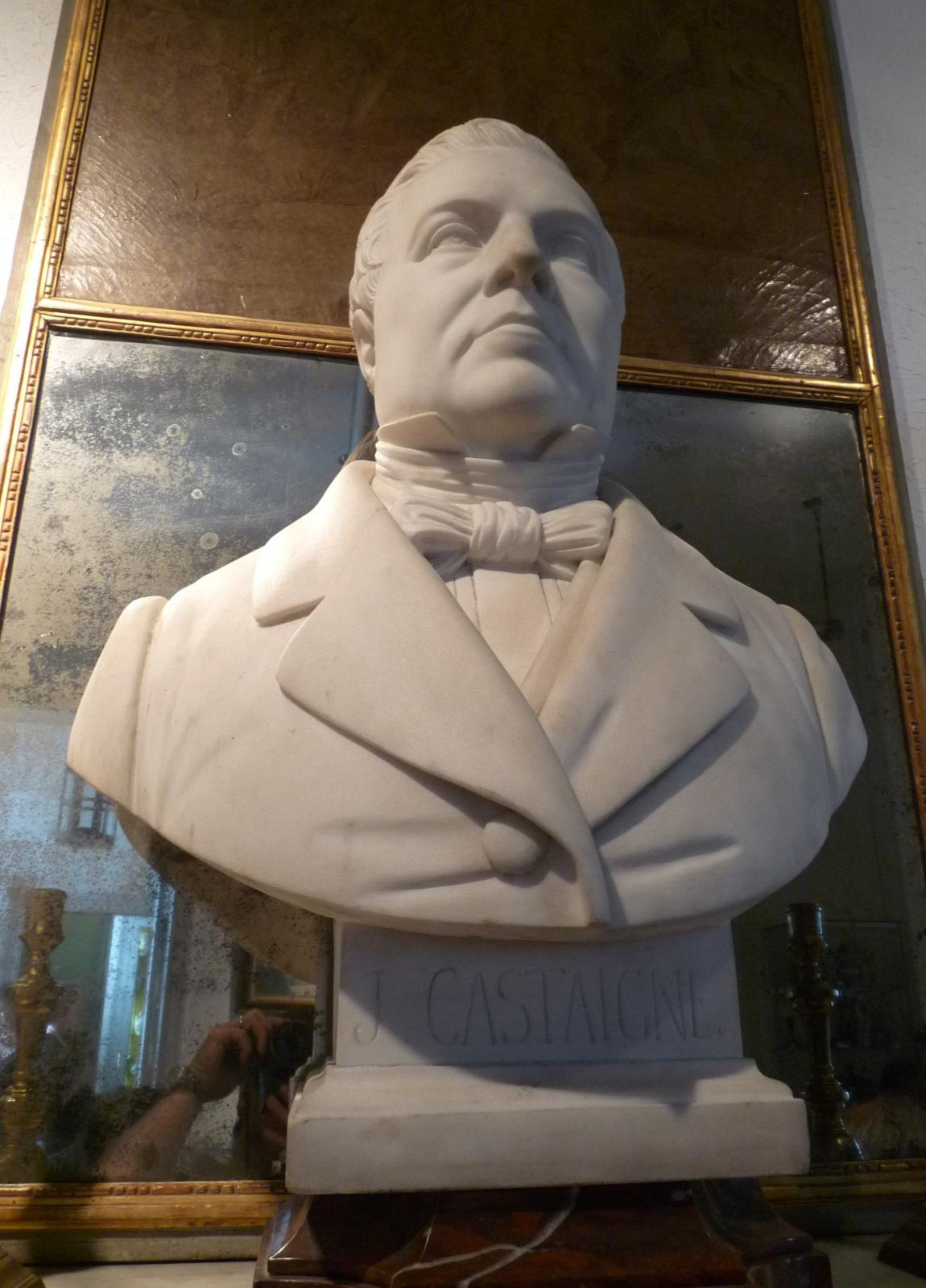
Мраморный бюст Эвсеба Кастеня (фр.)

## Коллекции
Экспозиция коллекций музея, имеющего статус Musée de France (фр.), расположена в нескольких галереях и выставочных залах, демонстрирующих панораму наследия Шаранты и археологических исследований в Шаранте: доисторические и протоисторические объекты. Многие археологические экспонаты также можно увидеть в музее Ангулема, на улице Фридланд.
Также Общество имеет ценную библиотеку. С архивами, открытыми для общественности, можно ознакомиться в Архиве департамента (фр.).

## Галло-римский период
Галло-римский период в основном представлен предметами из гробниц или найденными в XIX веке во время строительных работ в Ангулеме и коммуне Сен-Сибардо, и мозаикой из Фукёра.
В саду размещается гранильная мастерская с серией скульптур львов, редких остатков Инкулизмы — Ангулема в римские времена.

Коллекция галло-римского искусства
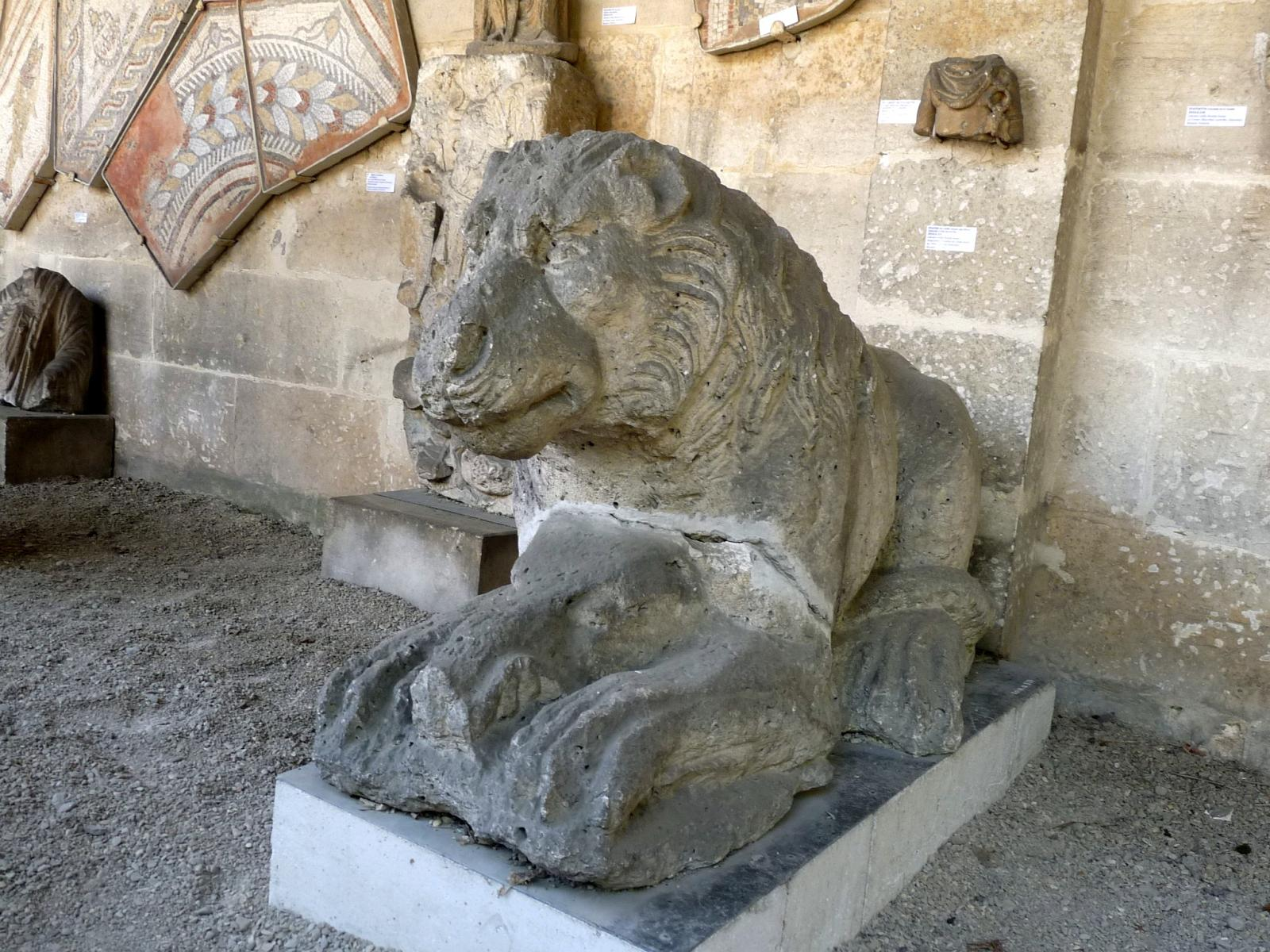
Галло-римский лев времён Инкулизмы
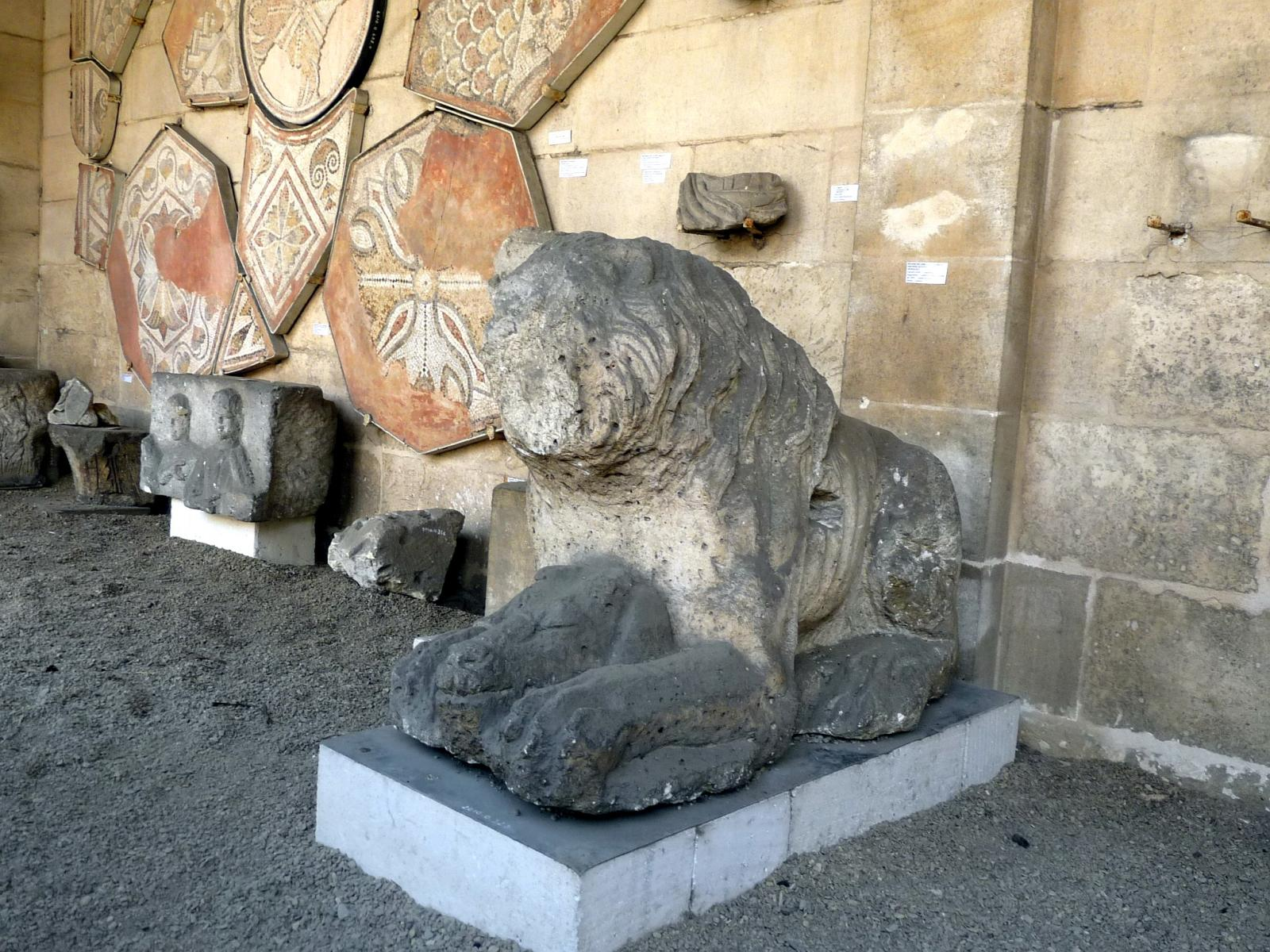
Другой лев
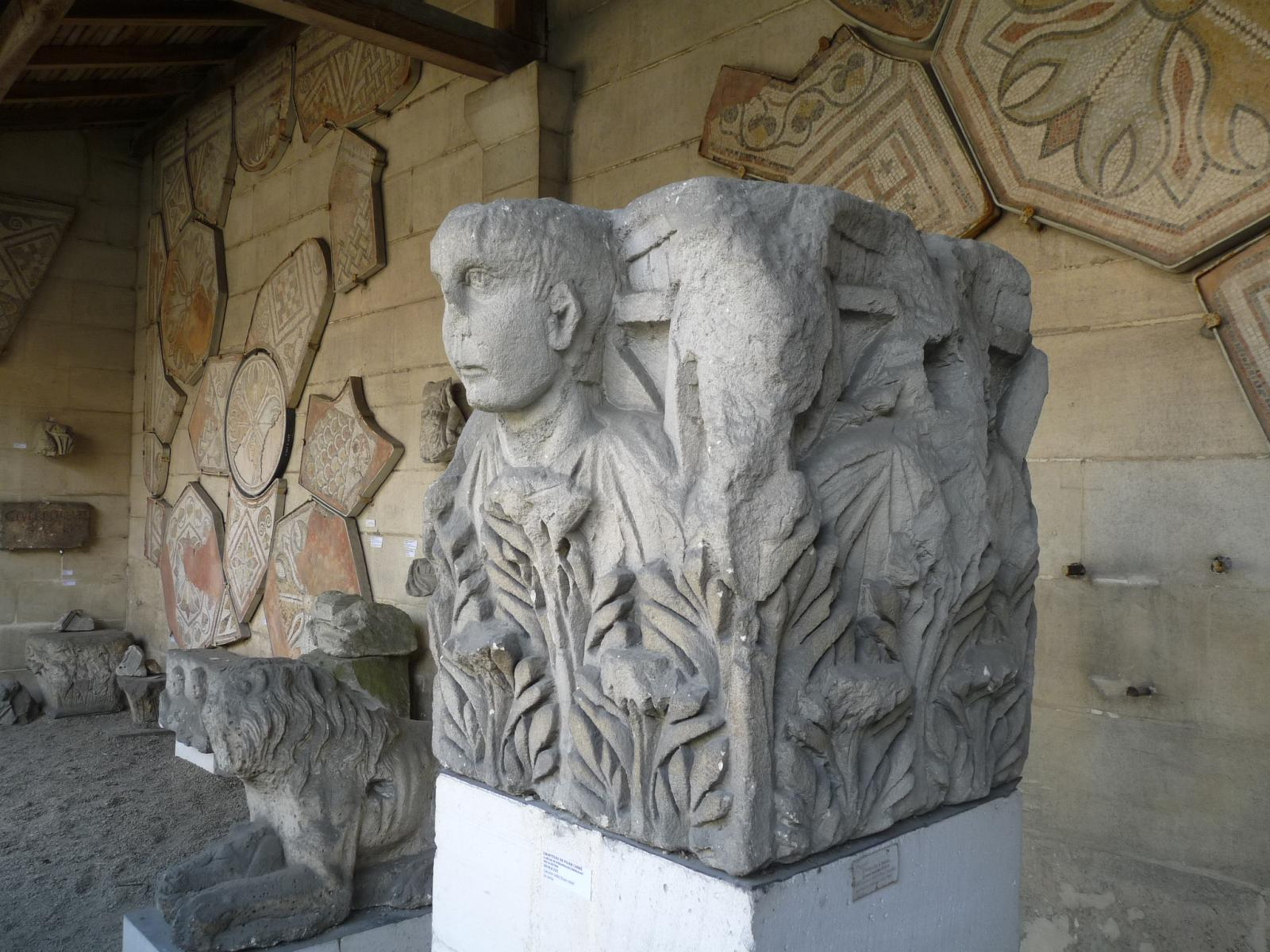
Капитель II века
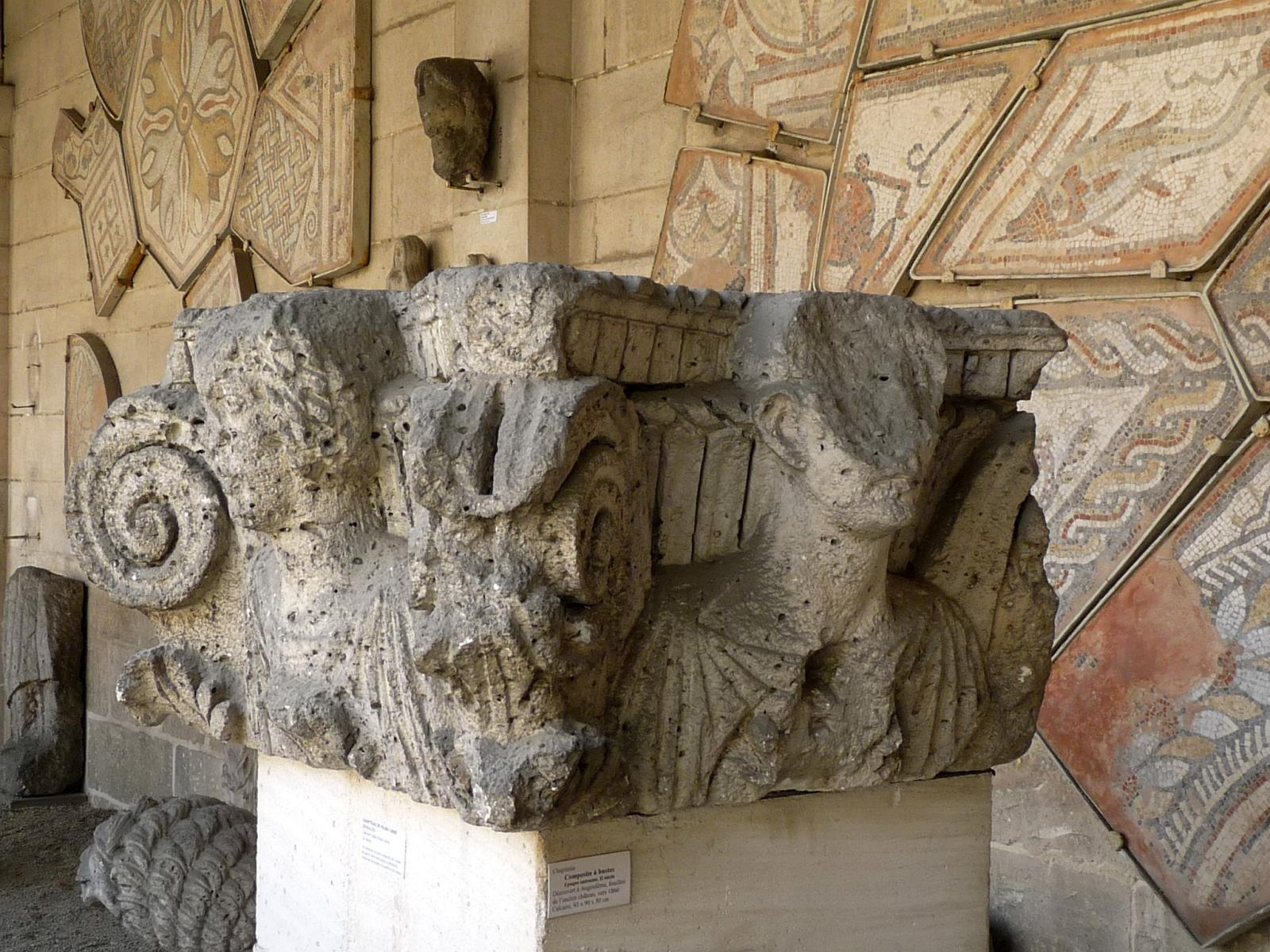
Другая капитель
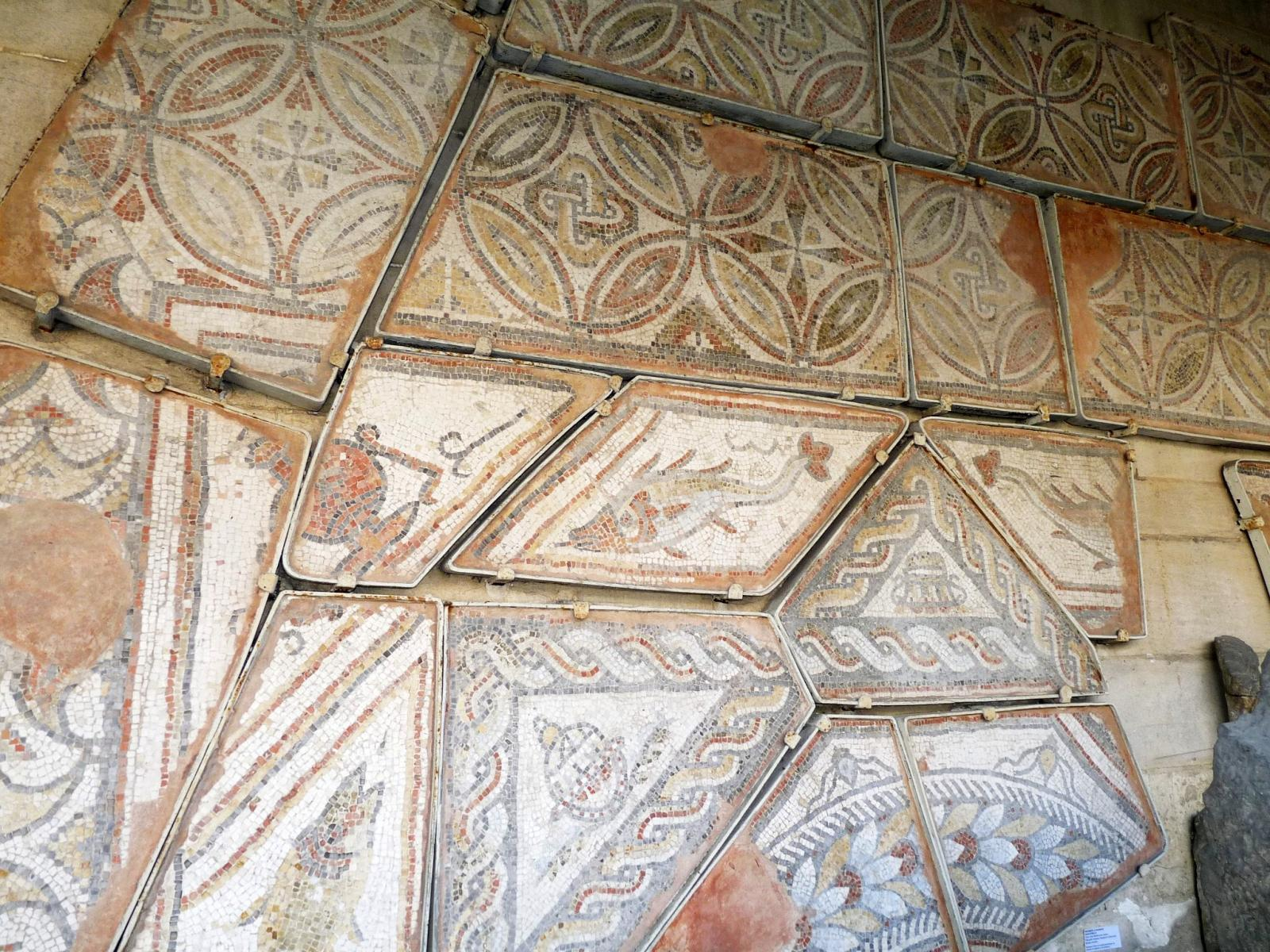
Мозаика из Фукёра
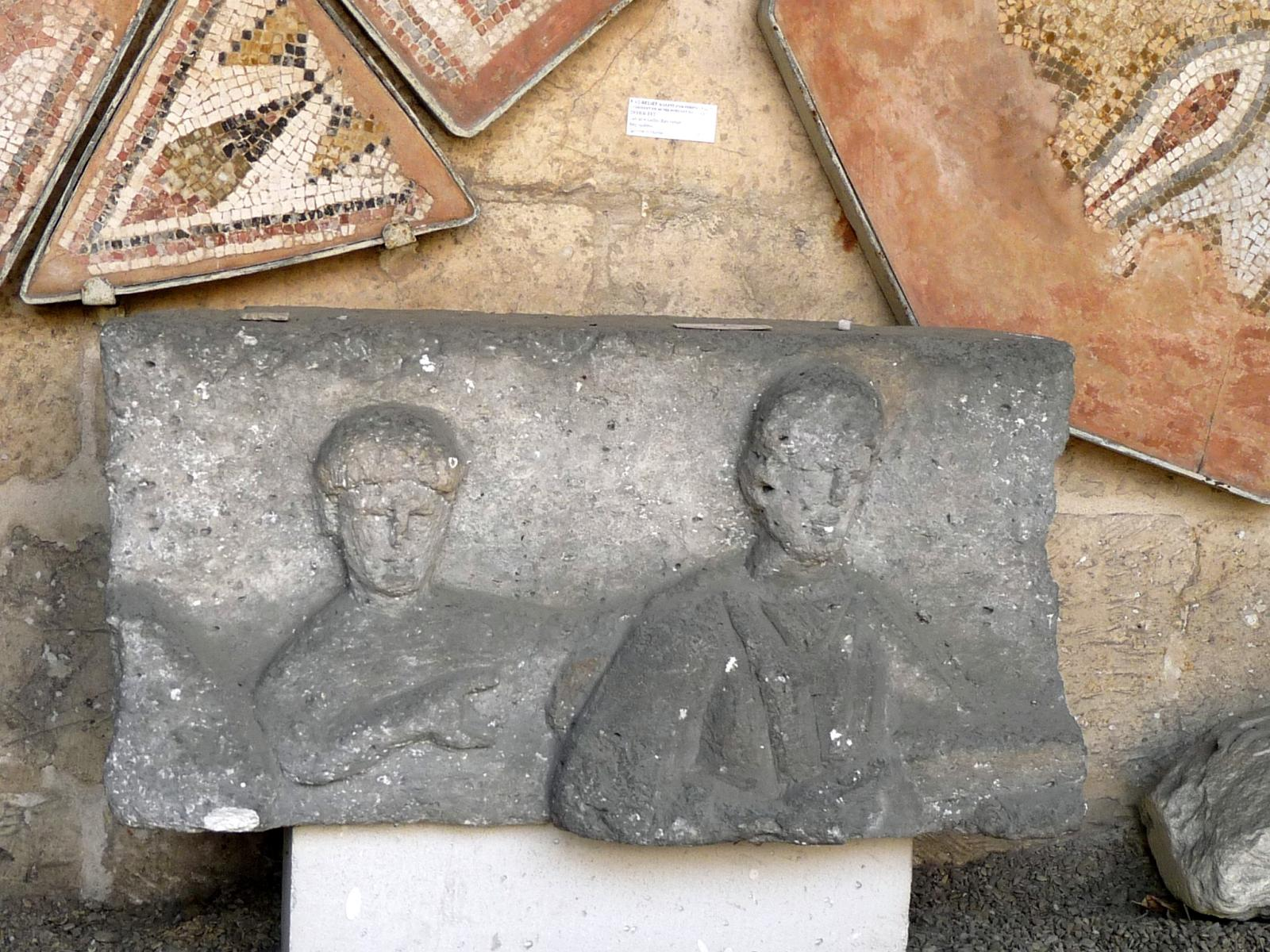
Римская скульптура

## Средние века
Залы и галереи Средних веков посвящены романскому искусству в Шаранте, здесь выставлены капители Ангулемского собора, аббатств или разрушенных монастырей, а также предметы, использовавшиеся для богослужений.

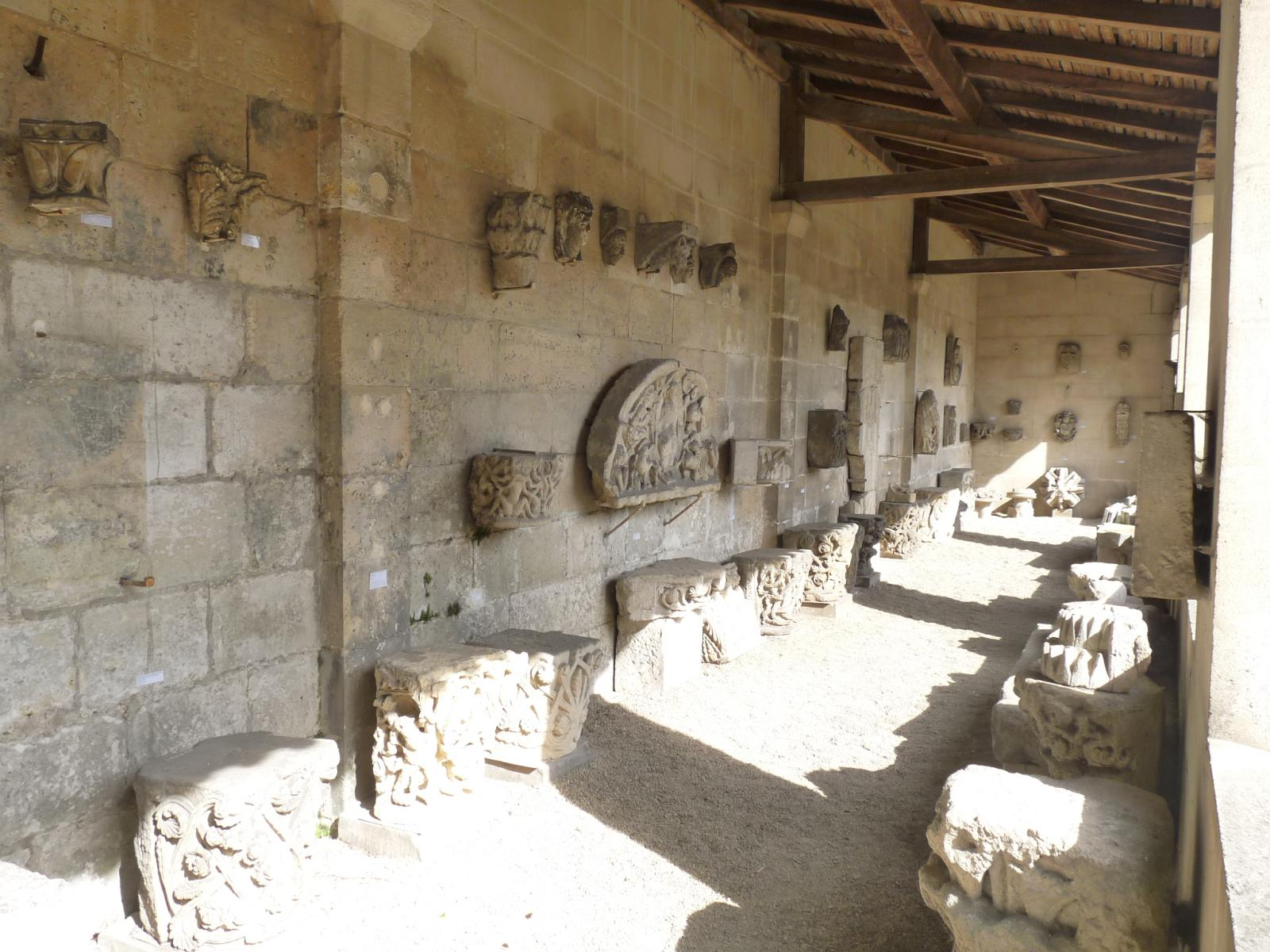
Вторая галерея скульптуры
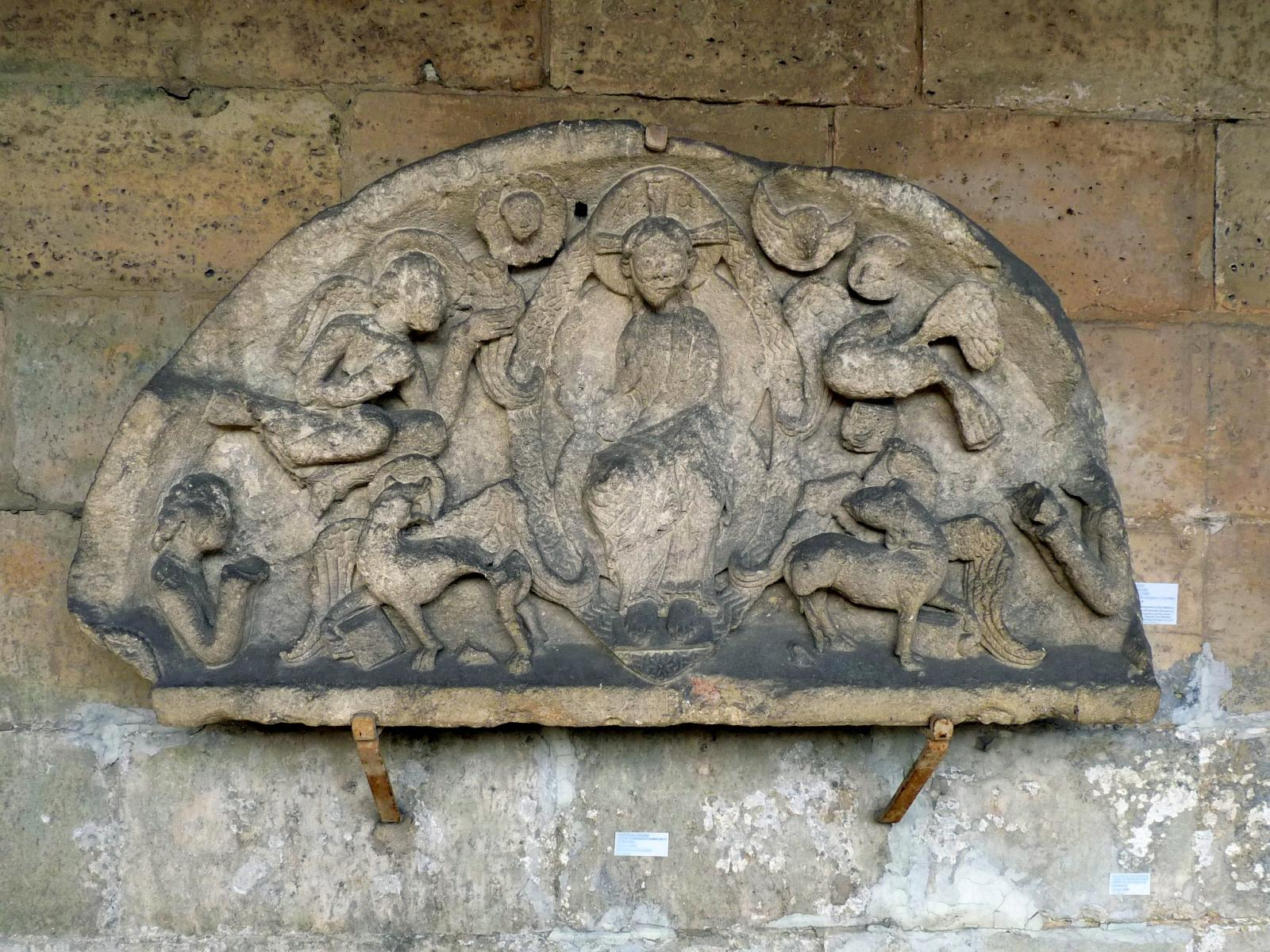
Тимпан церкви в Шаньер

## Новое время и современность
Другие залы посвящены лиможским эмалям с конца Средневековья до XIX века, а также фаянсу, керамике, скульптуре и живописи художников Шаранты.